# الدمنة (عبس)

تعديل مصدري - تعديل

الدمنة هي إحدى قرى عزلة بني حسن بمديرية عبس التابعة لمحافظة حجة، بلغ تعداد سكانها 305 نسمة حسب تعداد اليمن لعام 2004.